# Agave hurteri
Agave hurteri är en sparrisväxtart som beskrevs av William Trelease. Agave hurteri ingår i släktet Agave och familjen sparrisväxter.
Artens utbredningsområde är Guatemala. Inga underarter finns listade i Catalogue of Life.